# Campeonato Catarinense 2021
El Campeonato Catarinense de Fútbol 2021 fue la 96.ª edición de la primera división de fútbol del estado de Santa Catarina. El torneo fue organizado por la Federação Catarinense de Futebol (FCF). El torneo comenzó el 24 de febrero y finalizó el 26 de mayo. El ganador fue el Avaí, que venció en la final al Chapecoense por 3 a 2 en el acumulado de goles, logrando su título estadual número 18, igualando así al Figueirense como máximos ganadores de este torneo.

## Sistema de juego

### Primera fase
Los 12 equipos se enfrentan en modalidad de todos contra todos a una sola rueda. Culminadas las once fechas, los ocho primeros puestos acceden a los cuartos de final. Los dos últimos posicionados descenderán a Segunda División.

### Segunda fase
- Cuartos de final: Los enfrentamientos de cuartos de final se emparejan con respecto al puntaje de la primera fase, de la siguiente forma:
  - 1.º vs. 8.º
  - 2.º vs. 7.º
  - 3.º vs. 6.º
  - 4.º vs. 5.º

- Semifinales: Los enfrentamientos de las semifinales se jugarán de la siguiente forma:
  - (1.º vs. 8.º) vs. (4.º vs. 5.º)
  - (2.º vs. 7.º) vs. (3.º vs. 6.º)

- Final: Los dos ganadores de las semifinales disputan la final.

- Nota 1: Tanto cuartos de final, semifinales como la final se juegan en partidos de ida y vuelta, comenzando la llave como local el equipo con menor puntaje en la primera fase.
- Nota 2: En caso de empate en puntos y diferencia de goles en cuartos de final, pasará de ronda el equipo con mayor puntaje en la primera fase.
- Nota 3: En caso de empate en puntos y diferencia de goles en las semifinales y la final, se definirá en tanda de penales. No se consideran los goles de visita.

### Clasificaciones
- Copa de Brasil 2022: Clasifican los dos finalistas junto al campeón de la Copa Santa Catarina 2021.
- Serie D 2022: Clasifican los tres mejores equipos que no disputan ni la Serie A (Chapecoense), Serie B (Avaí, Brusque) o Serie C (Figueirense, Criciúma).

## Equipos participantes
| Equipo              | Ciudad         | Estadio                  | Capacidad | Posición 2020      | Títulos (último) |
| ------------------- | -------------- | ------------------------ | --------- | ------------------ | ---------------- |
| Avaí                | Florianópolis  | Ressacada                | 17 800    | 5.º                | 17 (2019)        |
| Brusque             | Brusque        | Augusto Bauer            | 5000      | 2.º                | 1 (1992)         |
| Chapecoense         | Chapecó        | Arena Condá              | 20 089    | Campeón            | 7 (2020)         |
| Concórdia           | Concórdia      | Domingos Machado de Lima | 5000      | 9.º                | 0                |
| Criciúma            | Criciúma       | Heriberto Hülse          | 19 225    | 3.º                | 10 (2013)        |
| Figueirense         | Florianópolis  | Orlando Scarpelli        | 19 584    | 6.º                | 18 (2018)        |
| Hercílio Luz        | Tubarão        | Aníbal Torres Costa      | 3570      | 2.º (2.ª división) | 2 (1958)         |
| Joinville           | Joinville      | Arena Joinville          | 20 160    | 8.º                | 12 (2001)        |
| Juventus de Jaraguá | Jaraguá do Sul | João Marcatto            | 49 640    | 4.º                | 0                |
| Marcílio Dias       | Itajaí         | Gigantão das Avenidas    | 6010      | 7.º                | 1 (1963)         |
| Metropolitano       | Blumenau       | Baixada                  | 6000      | 3.º (2.ª división) | 0                |
| Próspera            | Criciúma       | Heriberto Hülse          | 19 225    | 1.º (2.ª división) | 0                |

| Crecimiento | Equipos provenientes del Campeonato Catarinense de Segunda División 2020. |

## Primera fase

### Tabla de posiciones
| Pos. | Equipo              | Pts. | PJ | G | E | P | GF | GC | Dif. | Clasificación          |
| ---- | ------------------- | ---- | -- | - | - | - | -- | -- | ---- | ---------------------- |
| 1    | Chapecoense         | 26   | 11 | 8 | 2 | 1 | 23 | 6  | +17  | Fase final.            |
| 2    | Brusque             | 22   | 11 | 6 | 4 | 1 | 19 | 9  | +10  | Fase final.            |
| 3    | Avaí                | 21   | 11 | 6 | 3 | 2 | 10 | 5  | +5   | Fase final.            |
| 4    | Juventus de Jaraguá | 18   | 11 | 5 | 3 | 3 | 16 | 17 | −1   | Fase final.            |
| 5    | Marcílio Dias       | 15   | 11 | 3 | 6 | 2 | 11 | 9  | +2   | Fase final.            |
| 6    | Próspera            | 14   | 11 | 4 | 2 | 5 | 10 | 16 | −6   | Fase final.            |
| 7    | Joinville           | 13   | 11 | 3 | 4 | 4 | 10 | 13 | −3   | Fase final.            |
| 8    | Figueirense         | 11   | 11 | 2 | 5 | 4 | 12 | 11 | +1   | Fase final.            |
| 9    | Concórdia           | 10   | 11 | 2 | 4 | 5 | 11 | 15 | −4   |                        |
| 10   | Hercílio Luz        | 9    | 11 | 3 | 3 | 5 | 12 | 18 | −6   |                        |
| 11   | Criciúma            | 8    | 11 | 1 | 5 | 5 | 6  | 10 | −4   | Descenso de categoría. |
| 12   | Metropolitano       | 6    | 11 | 1 | 3 | 7 | 8  | 19 | −11  | Descenso de categoría. |

Actualizado a los partidos jugados el 21 de abril de 2021.
 Fuente: 
Criterios de clasificación: 1) Puntos; 2) Partidos ganados; 3) Diferencia de gol; 4) Goles anotados; 5) Enfrentamiento directo entre los equipos en cuestión; 6) Menor cantidad de tarjetas rojas; 7) Menor cantidad de tarjetas amarillas; 8) Sorteo.
Notas:
1. ↑  Hercílio Luz perdió 3 puntos por la alineación indebida de un jugador. Esta resolución se dio después de que este haya disputado su duelo de cuartos de final ante Chapecoense. Tras la resta de puntos, Hercílio Luz perdió su cupo en segunda fase, siendo reemplazado por Figueirense.[2]

### Fixture
- La hora de cada encuentro corresponde al huso horario correspondiente al Estado de Santa Catarina (UTC-3).

| Marcílio Dias | 1 - 2 | Brusque             | Gigantão das Avenidas      | 24 de febrero | 20:00 |
| Avaí          | 2 - 0 | Juventus de Jaraguá | Ressacada                  | 24 de febrero | 20:30 |
| Criciúma      | 1 - 1 | Hercílio Luz        | Heriberto Hülse            | 24 de febrero | 21:00 |
| Próspera      | 0 - 1 | Joinville           | Domingos Silveira Gonzales | 25 de febrero | 16:00 |
| Metropolitano | 0 - 0 | Figueirense         | Ressacada                  | 25 de febrero | 16:00 |
| Concórdia     | 0 - 2 | Chapecoense         | Domingos Machado de Lima   | 25 de febrero | 17:00 |

| Juventus de Jaraguá | 2 - 0 | Criciúma      | João Marcatto         | 27 de febrero | 16:00 |
| Hercílio Luz        | 2 - 3 | Próspera      | Heriberto Hülse       | 28 de febrero | 16:00 |
| Figueirense         | 3 - 0 | Concórdia     | Orlando Scarpelli     | 28 de febrero | 18:00 |
| Brusque             | 1 - 0 | Metropolitano | Augusto Bauer         | 28 de febrero | 19:00 |
| Chapecoense         | 2 - 1 | Avaí          | Gigantão das Avenidas | 11 de marzo   | 16:00 |
| Joinville           | 0 - 0 | Marcílio Dias | Augusto Bauer         | 11 de marzo   | 16:00 |

| Juventus de Jaraguá | 2 - 0 | Hercílio Luz | João Marcatto            | 3 de marzo  | 16:00 |
| Concórdia           | 2 - 1 | Brusque      | Domingos Machado de Lima | 3 de marzo  | 17:00 |
| Marcílio Dias       | 2 - 0 | Próspera     | Gigantão das Avenidas    | 3 de marzo  | 20:00 |
| Avaí                | 1 - 0 | Figueirense  | Ressacada                | 3 de marzo  | 20:30 |
| Metropolitano       | 0 - 1 | Joinville    | Augusto Bauer            | 13 de marzo | 16:00 |
| Criciúma            | 0 - 1 | Chapecoense  | Heriberto Hülse          | 14 de marzo | 16:00 |

| Hercílio Luz | 1 - 0 | Marcílio Dias       | Aníbal Torres Costa | 20 de marzo | 16:00 |
| Joinville    | 1 - 1 | Concórdia           | Augusto Bauer       | 20 de marzo | 16:00 |
| Próspera     | 2 - 0 | Metropolitano       | Heriberto Hülse     | 20 de marzo | 19:00 |
| Chapecoense  | 2 - 0 | Juventus de Jaraguá | Arena Condá         | 21 de marzo | 16:00 |
| Figueirense  | 0 - 0 | Criciúma            | Orlando Scarpelli   | 21 de marzo | 16:00 |
| Brusque      | 2 - 0 | Avaí                | Augusto Bauer       | 21 de marzo | 16:00 |

| Metropolitano       | 0 - 1 | Marcílio Dias | Baixada                  | 24 de marzo | 16:00 |
| Concórdia           | 4 - 0 | Próspera      | Domingos Machado de Lima | 24 de marzo | 16:00 |
| Chapecoense         | 0 - 1 | Hercílio Luz  | Arena Condá              | 24 de marzo | 19:00 |
| Juventus de Jaraguá | 3 - 2 | Figueirense   | João Marcatto            | 25 de marzo | 16:00 |
| Criciúma            | 2 - 2 | Brusque       | Heriberto Hülse          | 25 de marzo | 19:00 |
| Avaí                | 1 - 0 | Joinville     | Ressacada                | 7 de abril  | 21:30 |

| Hercílio Luz  | 2 - 2 | Metropolitano       | Aníbal Torres Costa   | 27 de marzo | 16:00 |
| Marcílio Dias | 3 - 2 | Concórdia           | Gigantão das Avenidas | 28 de marzo | 16:00 |
| Figueirense   | 1 - 3 | Chapecoense         | Orlando Scarpelli     | 28 de marzo | 16:00 |
| Próspera      | 1 - 1 | Avaí                | Heriberto Hülse       | 28 de marzo | 16:00 |
| Brusque       | 4 - 0 | Juventus de Jaraguá | Augusto Bauer         | 28 de marzo | 19:00 |
| Joinville     | 1 - 0 | Criciúma            | Arena Joinville       | 28 de marzo | 19:00 |

| Juventus de Jaraguá | 3 - 2 | Joinville     | João Marcatto            | 31 de marzo | 16:00 |
| Figueirense         | 3 - 0 | Hercílio Luz  | Orlando Scarpelli        | 31 de marzo | 19:00 |
| Criciúma            | 0 - 1 | Próspera      | Heriberto Hülse          | 31 de marzo | 21:30 |
| Chapecoense         | 0 - 0 | Brusque       | Arena Condá              | 31 de marzo | 22:00 |
| Concórdia           | 1 - 3 | Metropolitano | Domingos Machado de Lima | 1 de abril  | 16:00 |
| Avaí                | 0 - 0 | Marcílio Dias | Ressacada                | 1 de abril  | 19:30 |

| Próspera      | 0 - 0 | Juventus de Jaraguá | Heriberto Hülse       | 3 de abril | 16:00 |
| Joinville     | 0 - 3 | Chapecoense         | Arena Joinville       | 3 de abril | 19:00 |
| Marcílio Dias | 1 - 1 | Criciúma            | Gigantão das Avenidas | 4 de abril | 16:00 |
| Brusque       | 2 - 2 | Figueirense         | Augusto Bauer         | 4 de abril | 16:00 |
| Metropolitano | 0 - 1 | Avaí                | Baixada               | 4 de abril | 16:00 |
| Hercílio Luz  | 0 - 0 | Concórdia           | Aníbal Torres Costa   | 4 de abril | 19:00 |

| Juventus de Jaraguá | 1 - 1 | Marcílio Dias | João Marcatto     | 10 de abril | 16:00 |
| Chapecoense         | 3 - 1 | Próspera      | Arena Condá       | 10 de abril | 16:00 |
| Brusque             | 2 - 1 | Hercílio Luz  | Augusto Bauer     | 10 de abril | 19:00 |
| Avaí                | 0 - 0 | Concórdia     | Ressacada         | 11 de abril | 16:00 |
| Figueirense         | 1 - 1 | Joinville     | Orlando Scarpelli | 11 de abril | 16:00 |
| Criciúma            | 2 - 0 | Metropolitano | Heriberto Hülse   | 12 de abril | 19:00 |

| Marcílio Dias | 2 - 2 | Chapecoense         | Gigantão das Avenidas    | 18 de abril | 16:00 |
| Concórdia     | 0 - 0 | Criciúma            | Domingos Machado de Lima | 18 de abril | 16:00 |
| Próspera      | 1 - 0 | Figueirense         | Heriberto Hülse          | 18 de abril | 16:00 |
| Avaí          | 2 - 0 | Hercílio Luz        | Ressacada                | 18 de abril | 16:00 |
| Metropolitano | 3 - 3 | Juventus de Jaraguá | Baixada                  | 18 de abril | 16:00 |
| Joinville     | 0 - 0 | Brusque             | Arena Joinville          | 18 de abril | 16:00 |

| Figueirense         | 0 - 0 | Marcílio Dias | Orlando Scarpelli   | 21 de abril | 21:30 |
| Criciúma            | 0 - 1 | Avaí          | Heriberto Hülse     | 21 de abril | 21:30 |
| Juventus de Jaraguá | 2 - 1 | Concórdia     | João Marcatto       | 21 de abril | 21:30 |
| Hercílio Luz        | 4 - 3 | Joinville     | Aníbal Torres Costa | 21 de abril | 21:30 |
| Chapecoense         | 5 - 0 | Metropolitano | Arena Condá         | 21 de abril | 21:30 |
| Brusque             | 3 - 1 | Próspera      | Augusto Bauer       | 21 de abril | 21:30 |

## Fase final

#### Cuadro de desarrollo
|  | Cuartos de final          | Cuartos de final          | Cuartos de final          | Cuartos de final          | Cuartos de final          |   |   | Semifinales     | Semifinales     | Semifinales     | Semifinales     | Semifinales     |  |   | Final           | Final           | Final           | Final           | Final           |  |
|  | 25 de abril al 12 de mayo | 25 de abril al 12 de mayo | 25 de abril al 12 de mayo | 25 de abril al 12 de mayo | 25 de abril al 12 de mayo |   |   | 2 al 19 de mayo | 2 al 19 de mayo | 2 al 19 de mayo | 2 al 19 de mayo | 2 al 19 de mayo |  |   | 23 y 26 de mayo | 23 y 26 de mayo | 23 y 26 de mayo | 23 y 26 de mayo | 23 y 26 de mayo |  |
|  |                           |                           |                           |                           |                           |   |   |                 |                 |                 |                 |                 |  |   |                 |                 |                 |                 |                 |  |
|  |                           |                           |                           |                           |                           |   |   |                 |                 |                 |                 |                 |  |   |                 |                 |                 |                 |                 |  |
|  | 1                         | Chapecoense               | 1                         | 2                         | 3                         |   |   |                 |                 |                 |                 |                 |  |   |                 |                 |                 |                 |                 |  |
|  | 1                         | Chapecoense               | 1                         | 2                         | 3                         |   |   |                 |                 |                 |                 |                 |  |   |                 |                 |                 |                 |                 |  |
|  | 8                         | Figueirense               | 3                         | 0                         | 3                         |   |   |                 |                 |                 |                 |                 |  |   |                 |                 |                 |                 |                 |  |
|  | 8                         | Figueirense               | 3                         | 0                         | 3                         |   | 1 | Chapecoense     | 4               | 1               | 5               |                 |  |   |                 |                 |                 |                 |                 |  |
|  |                           |                           |                           |                           |                           |   | 1 | Chapecoense     | 4               | 1               | 5               |                 |  |   |                 |                 |                 |                 |                 |  |
|  |                           |                           | 5                         | Marcílio Dias             | 1                         | 1 | 2 |                 |                 |                 |                 |                 |  |   |                 |                 |                 |                 |                 |  |
|  | 4                         | Juventus de Jaraguá       | 5                         | Marcílio Dias             | 1                         | 1 | 2 | 0               | 0               | 0               |                 |                 |  |   |                 |                 |                 |                 |                 |  |
|  | 4                         | Juventus de Jaraguá       |                           |                           |                           |   |   |                 |                 | 0               |                 |                 |  |   |                 |                 |                 |                 |                 |  |
|  | 5                         | Marcílio Dias             | 1                         | 1                         | 2                         |   |   |                 |                 |                 |                 |                 |  |   |                 |                 |                 |                 |                 |  |
|  | 5                         | Marcílio Dias             | 1                         | 1                         | 2                         |   |   |                 |                 |                 |                 |                 |  | 1 | Chapecoense     | 1               | 1               | 2               |                 |  |
|  |                           |                           |                           |                           |                           |   |   |                 |                 |                 |                 |                 |  | 1 | Chapecoense     | 1               | 1               | 2               |                 |  |
|  |                           |                           | 3                         | Avaí                      | 2                         | 1 | 3 |                 |                 |                 |                 |                 |  |   |                 |                 |                 |                 |                 |  |
|  | 2                         | Brusque                   | 3                         | Avaí                      | 2                         | 1 | 3 | 2               | 1               | 3               |                 |                 |  |   |                 |                 |                 |                 |                 |  |
|  | 2                         | Brusque                   |                           |                           |                           |   |   |                 |                 | 3               |                 |                 |  |   |                 |                 |                 |                 |                 |  |
|  | 7                         | Joinville                 | 2                         | 0                         | 2                         |   |   |                 |                 |                 |                 |                 |  |   |                 |                 |                 |                 |                 |  |
|  | 7                         | Joinville                 | 2                         | 0                         | 2                         |   | 2 | Brusque         | 0               | 0               | 0               |                 |  |   |                 |                 |                 |                 |                 |  |
|  |                           |                           |                           |                           |                           |   | 2 | Brusque         | 0               | 0               | 0               |                 |  |   |                 |                 |                 |                 |                 |  |
|  |                           |                           | 3                         | Avaí                      | 0                         | 1 | 1 |                 |                 |                 |                 |                 |  |   |                 |                 |                 |                 |                 |  |
|  | 3                         | Avaí                      | 3                         | Avaí                      | 0                         | 1 | 1 | 1               | 2               | 3               |                 |                 |  |   |                 |                 |                 |                 |                 |  |
|  | 3                         | Avaí                      |                           |                           |                           |   |   |                 |                 | 3               |                 |                 |  |   |                 |                 |                 |                 |                 |  |
|  | 6                         | Próspera                  | 0                         | 1                         | 1                         |   |   |                 |                 |                 |                 |                 |  |   |                 |                 |                 |                 |                 |  |
|  | 6                         | Próspera                  | 0                         | 1                         | 1                         |   |   |                 |                 |                 |                 |                 |  |   |                 |                 |                 |                 |                 |  |
|  |                           |                           |                           |                           |                           |   |   |                 |                 |                 |                 |                 |  |   |                 |                 |                 |                 |                 |  |

Nota: El equipo que ocupa la primera línea es el que define la serie como local.
| Bandera del estado de Santa Catarina |
| Campeón                              |
| Avaí 18.° título                     |

## Clasificación final
| Pos. | Equipo              | Pts. | PJ | G  | E | P | GF | GC | Dif. | Clasificación                                |
| ---- | ------------------- | ---- | -- | -- | - | - | -- | -- | ---- | -------------------------------------------- |
| 1.°  | Avaí (C)            | 35   | 17 | 10 | 5 | 2 | 17 | 8  | +9   | Copa de Brasil 2022.                         |
| 2.°  | Chapecoense         | 34   | 17 | 10 | 4 | 3 | 33 | 14 | +19  | Copa de Brasil 2022.                         |
| 3.°  | Brusque             | 27   | 15 | 7  | 6 | 2 | 22 | 12 | +10  |                                              |
| 4.°  | Marcílio Dias       | 22   | 15 | 5  | 7 | 3 | 15 | 14 | +1   | Serie D 2022.                                |
| 5.°  | Juventus de Jaraguá | 18   | 13 | 5  | 3 | 5 | 16 | 19 | −3   | Serie D 2022.                                |
| 6.°  | Próspera            | 14   | 13 | 4  | 2 | 7 | 11 | 19 | −8   | Serie D 2022.                                |
| 7.°  | Figueirense         | 14   | 13 | 3  | 5 | 5 | 15 | 14 | +1   | Copa de Brasil 2022.                         |
| 8.°  | Joinville           | 14   | 13 | 3  | 5 | 5 | 12 | 16 | −4   |                                              |
| 9.°  | Concórdia           | 10   | 11 | 2  | 4 | 5 | 11 | 15 | −4   |                                              |
| 10.° | Hercílio Luz        | 9    | 11 | 3  | 3 | 5 | 12 | 18 | −6   |                                              |
| 11.° | Criciúma            | 8    | 11 | 1  | 5 | 5 | 6  | 10 | −4   | Segunda División 2022 y Copa de Brasil 2022. |
| 12.° | Metropolitano       | 6    | 11 | 1  | 3 | 7 | 8  | 19 | −11  | Segunda División 2022.                       |

Reglas de clasificación: 1) Puntos; 2) Partidos ganados; 3) Diferencia de gol; 4) Goles anotados; 5) Enfrentamiento directo entre los equipos en cuestión; 6) Menor cantidad de tarjetas rojas; 7) Menor cantidad de tarjetas amarillas; 8) Sorteo.

Nota: Los cupos de clasificación para la Serie D 2022 pasaron a manos de Marcílio Dias, Juventus de Jaraguá y Próspera, debido a que Avaí disputa la Serie A en 2022, mientras que Chapecoense y Brusque disputan la Serie B.

## Goleadores
| Pos. | Jugador         | Equipo              | Goles |
| ---- | --------------- | ------------------- | ----- |
| 1    | Pedro Perotti   | Chapecoense         | 15    |
| 2    | Thiago Alagoano | Brusque             | 7     |
| 3    | Júnior Pirambu  | Brusque             | 6     |
| 4    | Anselmo Ramon   | Chapecoense         | 4     |
|      | David Batista   | Marcílio Dias       | 4     |
|      | Fabinho         | Juventus de Jaraguá | 4     |
|      | Thiago Santos   | Joinville           | 4     |
|      | Daniel Bahia    | Metropolitano       | 4     |
|      | Zé Vitor        | Marcílio Dias       | 4     |
|      | Alan Grafite    | Chapecoense         | 4     |